# 180 mm морско оръдие Б-1-К
180 mm морско оръдие Б-1-К е съветско корабно оръдие с калибър 180 mm. Оръдията от типа Б-1-К в еднооръдейни куполни установки МК-1-180 са въоръжение на лекия крайцер „Красний Кавказ“. Изявените в хода на експлоатация недостатъци водят до разработката на базата на Б-1-К на 180 mm оръдия Б-1-П, с които се въоръжават леките крайцери проекти 26 и 26-бис.

## Разработка на оръдието Б-1-К
Предложенията за повишаване на калибъра на крайцерската артилерия с един дюйм са повдигнати в Руския императорски флот скоро след руско-японската война. Счита се, че това ще повиши огневата мощ на корабите при съхраняване на скорострелността, характерна за 152 mm оръдия и ще позволи да се съхрани ръчното зареждане. Предложението не е реализирано, макар в другите флотове в годините на Първата световна война да се използват корабни оръдия близък калибър. В частност, американския флот използва 178 mm оръдия, немския – 172 mm, британския и австро-унгарския – 190 mm.
Заедно с това, в хода на бойните действия в Балтика в периода 1914 – 1917 г. се изявява необходимостта от далекобойна артилерия за използване на минно-артилерийските позиции. Балтийския флот, чувствително изоставащ от немския по брой големи кораби, се нуждае от оръдие, което да може ефективно да обстрелва вражеските тралчици и да прикриващите ги леки крайцери и есминци, но в същото време, да се намира извън досегаемостта на огъня на вражеските линкори. При това се смята, че да се използват за тази цел оръдия с калибър 203 mm и нагоре е нерационално.
Идеята за далекобойно оръдие умерен калибър получава развитие в съветско време. През 1920-те години ръководителите на Генералния щаб на РККА, в частност, М. Н. Тухачевски и В. К. Триандафилов предполагат, че развитието на Морските сили на РККА трябва да е ограничено до леките сили, действащи на минно-артилерийски позиции под прикритието на далекобойни оръдия не много големи калибри.
Проектът за 180 mm оръдия с рекордни характеристики е предложен през 1925 г. от главния конструктор на завод „Болшевик“ К. К. Чернявски. Предполага се създаването на оръдие с дължина на ствола 60 калибра. При начална скорост на 100 kg снаряд от 1000 m/s и налягане на барутните газове в ствола от порядък на 4000 kg/cm, далечината на стрелба трябва да достигне поне 200 кабелтови. Поръчката за оръдието е издаден през 1927 г. Но още през 1926 г. е заповядано да се направи преправено оръдие калибър 180 mm на базата на 8"/50 корабно оръдие за проверка на предложената концепция. Изготовлението на оръдието трябва да е към 1929 г., но работите се проточват и то е представено за изпитания едва през 1930 г. като оръдие № 1203. Изпитанията се провеждат на Ржевския полигон от 6 август 1930 г. и показват невъзможността да се създаде оръдие със заявените характеристики.
Първото оръдие Б-1-К е изпитано на Ржевския полигон от 18 февруари до 2 април 1931 г. Тък като промишлеността от онова време не е в състояние да създаде нов проект за крайцер и да го построи, е решено да се реконструират под новите оръдия недостроения лек крайцер „Красний Кавказ“ – бивш „Адмирал Лазарев“, принадлежащ към типа „Светлана“. Куполните артилерийски установки за него са разработени от Ленинградския металически завод. Корабът влиза в строй на 25 януари 1932 г.

## Конструкция на оръдието Б-1-К
Оръдието Б-1-К има скрепена конструкция. Стволът се състои от вътрешна тръба, външна тръба, слой скрепяващи цилиндри и казеник. Затворът е хоризонтален-клиновиден, с механизъм за полуавтоматично действие. На люлеещата се част на установката е монтиран досилател, привеждан в действие от енергията на изстрела. Зареждането е разделно-гилзово, вследствие на използването на клиновия затвор и теоретически се осигурява при всякакви ъгли на възвишение. По проект скорострелността трябва да бъде 7 – 8 изстрела в минута при възвишение на ствола в диапазона 0°—30° и 5 – 6 изстрела в минута при възвишение 30°—60°.

## Бойно използване
Тъй като към началото на Великата отечествена война крайцера „Красний Кавказ“ се разглежда от командването на флота като практически небоеспособен, той е привличан за изпълнение на стрелби с главния калибър крайно рядко и само в първия период на войната. Крайцерът води огън по брегови цели на 11 – 12 септември 1941 г. поддържайки с огън сухопътните войски в Одеса, изстрелвайки 85 180 mm снаряда. На 22 септември 1941 г. изразходва 8 снаряда на ГК при поддръжката на стоварването на морския десант при село Григориевка. На 15 октомври 1941 г. отново стреля по брега в района на Одеса, отстрелвайки 27 снаряда.
На 3 декември 1941 г. „Красний Кавказ“ обстрелва брегови цели в района на Севастопол, с 95 снаряда, в същия ден обстрелва брега от района на Балаклава, с 40 снаряда. На 22 декември 1941 г. отново използва ГК в района на Балаклава, изразходвайки 39 снаряда.. Огънят в почти всчики случаи се води без коректировка, по площ, а неговите резултати си остават неизвестни. На 25 декември крайцерът стреля по брега в района на планината Опук, с разход на 16 снаряда. На 29 – 30 декември 1941 г., поддържайки морския десант в хода на Керченско-Феодосийската операция, изстрелва по позициите на противника в района на Феодосия 70 180 mm снаряда.
Последните снаряди на главния калибър крайцерът изстрелва на 4 февруари 1943 г., в хода на поддръжката на морския десант в района на Южна Озереевка. Огъня отново се води по площи, изразходвани са 75 снаряда. Всичко за годините на войната „Красний Кавказ“ изстрелва 458 снаряда на главния калибър, което съставлява малко повече от половината на един боекомплект.

## Оценка на проекта
Експлоатацията на оръдията Б-1-К на крайцера „Красний Кавказ“ показва значителен брой недостатъци, както на самото оръдие, така и на оръдейната установка МК-1-180. Клиновидният затвор на това оръдие работи ненадежно и дава чести откази на полуавтоматиката, няма пълна обтурация и през затворения затвор излизат барутни газове. Главният недостатък на оръдието става неговата изключително ниска живучест. Макар разработчиците да планират живучест на ствола до 200 изстрела, реално тя е 55 изстрела с бойни заряди и само 30 изстрела с усилени-бойни. Фактически това означава, че балистиката на оръдието съществено се изменя даже в процеса на една стрелба. С оглед здравината на конструкцията на стволовете това води до необходимост ор регулярна, технически сложна и скъпоструваща замяна на стволовете.
Сериозна критика има и към куполните установки МК-1-180. Независимо от това, че в тях има само едно оръдие, те се оказват не само слабозащитени, но и тесни. При това в тях няма никакви прибори за управление на огъня и воденето на огън самостоятелно е възможно само при стрелба с право мерене. Ненадежни се оказват и механизмите за подаване и зареждане. При това се съхраняват голям брой ръчни операции, в резултат на което, проектната скорострелност от 6 изстрела в минута е достигана само на учения, а практическата скорострелност съставлява 4 изстрела в минута, и реалната продължителна скорострелност не превишава два изстрела в минута. Освен това, самото използване на еднооръдейни кули през 1930-те години е вече явен анахронизъм и негативно влияе на бойния потенциал на крайцера.
Тези недостатъци водят до разработката на нова артсистема с калибър 180 mm, с която се опитват да отстранят основните недостатъци на Б-1-К – ниските живучест и надежност. Това води до появата на оръдието Б-1-П.